# Joan Baptista Vidal
Joan Baptista Vidal Boronat va ser un impressor i llibreter reusenc actiu durant el segle xix a la ciutat de Reus.
Joan Baptista Vidal va néixer a Reus el 1815. El seu pare era un veler (o teixidor de seda) de Sarral, i la seva mare era de les Borges del Camp. Va aprendre l'ofici amb algun impressor reusenc, probablement Francesc Roca, i en els seus primers impresos coneguts mostra una gran qualitat. Amb 21 anys, el 1836, tot just aconseguit el títol d'oficial impressor, ja va imprimir el periòdic La Joven España, fundada per Pere Soriguera i Pere Mata, d'ideologia propera al socialisme utòpic. La revista sortia del seu obrador, al carrer Major número 40, un local que també donava a la plaça de sant Pere, i que va mantenir durant uns anys. Vidal només va publicar La Joven España durant dos mesos, del número 1 (16 de novembre de 1836) al número 18 (5 de gener de 1837). Jaume Llort diu que en aquell període hi hagué diversos aldarulls a Reus, provocats entre altres coses per alguns articles de la publicació. Se suposa que el clima d'intranquil·litat va fer desistir Vidal de seguir amb la publicació. Del gener de 1837 fins a 1842 no s'han conservat impresos de Joan Baptista Vidal, i potser es dedicà només a la llibreria instal·lada al seu local.

## Joan Baptista Vidal i Àngel Camí

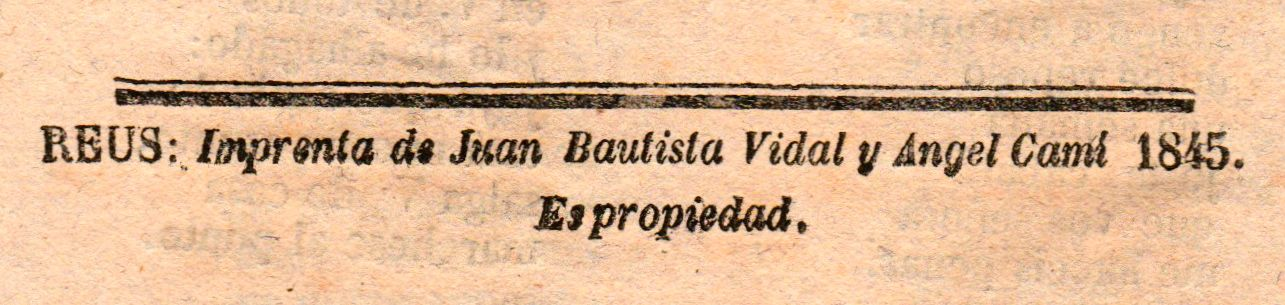
Peu d'un imprès de Joan Baptista Vidal i Àngel Camí. 1845

El 1843 va trobar un soci, Àngel Camí. Vidal i Camí, tal com es deia la societat, van portar molta activitat com a impressors durant tres anys. Abunden els impresos de totes menes signats pels dos socis. Àngel Camí havia nascut a Reus el 1807, i era fill del mestre de primeres lletres Ramon Camí. Durant la societat van imprimir la primera època del Diario de Reus, que va aparèixer pel novembre de 1844 i que va durar fins a l'agost de 1845. Vidal conservava les màquines de la seva impremta amb les que havia imprès La Joven España, i Camí aportava el capital per a posar-se al dia tècnicament. Els dos socis mantenien la llibreria en plena activitat. El 1846, quan Camí es va separar de Vidal, va fer societat amb Josep Arnavat amb el nom de "Camí i Arnavat" i encara després, al separar-se d'Arnavat, amb el llibreter Pere Molner, amb el nom "Angel Camí y Compañía".

## Joan Baptista Vidal: 1846-1898
Vidal va seguir tot sol en el camp de la impressió. El 1847 va canviar de local, però continuà al mateix carrer Major, ara vora el carrer de la Concepció. El 1861 va renovar la maquinària d'imprimir i els seus treballs van augmentar en qualitat. A partir de 1850 va imprimir llibres, d'autors reusencs (com ara la Guia de Reus d'Andreu de Bofarull), sense oblidar-nos de les seves estampes i altres impresos. Amades diu: "Joan Baptista Vidal ... va estampar diversos romanços i goigs i un magnífic Joc de l'oca" Tenia també un bon assortit de papereria.
El mes de febre de 1865 Vidal va plegar d'impressor, va vendre les màquines d'imprimir, va saldar el que li quedava a la llibreria i va posar en venda el local. El mateix 1865 va obrir una llibreria i papereria al raval de Jesús número 5, als baixos de la casa on vivia i va continuar com a editor de romanços i goigs que es feia imprimir per altres impressors reusencs o tarragonins. Tenia drets d'edició d'innombrables romanços i textos de literatura de canya i cordill que venia a la llibreria. Feia de distribuïdor d'aquests impresos menors per altres llibreries de la comarca. Venia impresos i llibres de totes menes, però principalment llibres de text i material escolar. Tenia una de les llibreries més ben assortides de la ciutat. Cap al 1876 la seva activitat minva, i diversifica les ofertes. El 1877 va obtenir un privilegi reial per vendre loteria a benefici dels pobres de l'hospital de la Santa Creu de Barcelona. El 1882 feia de corredor de finques a més de les seves activitats com a llibreter, que més aviat ja eren de papereria. Plàcid Vidal, que també va ser membre del Grup modernista de Reus, explica en un dels seus llibres de memòries, que Joan Baptista Vidal assistia a les tertúlies literàries que se celebraven a la llibreria de Josep Aladern el 1897 i 1898, i diu d'ell que "sospirava recordant el temps en què ell, junt amb els seus companys, editava un periòdic titulat La Joven España".
Va ser l'impressor més actiu i més conegut a la ciutat el segon terç del segle xix, no tant per la qualitat dels seus impresos sinó per l'edició i impressió de goigs, romanços i estampes que el van fer molt popular a la ciutat, a la comarca i a Catalunya. La seva producció va ser molt extensa i es conserven una gran quantitat de fulls religiosos i profans sortits de la seva impremta. Va imprimir també llibres i publicacions periòdiques mentre va ser impressor. Els seus romanços es van estendre per tot Catalunya, i competia amb Joan Grau i Vernis, pare de Joan Grau Gené, l'altre gran editor de romanços i fulls de rengle de la ciutat. Vidal havia fet d'impressor per la botiga de Joan Grau, sobretot el 1856 i 1857, quan es va dedicar de forma quasi exclusiva a la impressió de romanços. "La Fleca", la llibreria de Joan Grau, no va tenir impremta fins a finals del segle xix. La producció de Vidal en aquesta matèria la reflecteix Busquets Molas a l'obra Calaixera de romanços reusencs, on fa menció de més de 200 romanços impresos o editats per Joan Baptista Vidal. A partir del 1882 no es troben més notícies de Vidal. En el seu últim període d'activitat de quasi quaranta anys va animar la vida cultural de la ciutat.
Dels llibres impresos per Vidal, destacats per ser obres molt populars i de gran divulgació, tenen interès Dialogo breu per arribar una ánima ab brevetat al últim de la perfecció cristiana, de Johann Tauler, el 1848 i el Catecismo histórico o compendio de la historia sagrada y de la doctrina cristiana, de l'abat Fleury, el 1856.